# Louis Métezeau
Louis Métezeau (* 1559 oder 1560 in Dreux; † 18. August 1615 in Paris) war ein französischer Architekt aus der Zeit der Renaissance und arbeitete für die Könige Heinrich IV. und Ludwig XIII.

## Leben und Werk
Louis Métezeau kam als ältester Sohn Thibault Métezeaus zur Welt. Er war der ältere Bruder Clement II. Métezeaus, mit dem er in späteren Jahren bei Bauprojekten am Louvre zusammenarbeitete. Am 28. August 1598 heiratete er in Saint-Merry Isabelle de Hanqueil, mit der er die Kinder Elisabeth, Guillaume († 1671) und Charles (1615–1620) hatte.
Nachdem er das Amt eines Sekretärs im Hofstaat Catherines de Bourbon innegehabt hatte, bekleidete Métezeau ab dem 19. Oktober 1594 gemeinsam mit Jacques II. Androuet du Cerceau das Amt des „Premier architecte du Roi“ und arbeitete ab 1595 oft mit ihm und dessen Bruder Jean-Baptiste zusammen. Unter dem französischen König Heinrich IV. zeichnete er für zahlreiche Bauprojekte im Louvre verantwortlich, so zum Beispiel für die Fertigstellung der Großen Galerie (französisch: Grande Galerie) und die Dekoration des Antikensaals. 1608 wurde er in den Akten als „Architecte du Roy et concierge de Pallais des Thuilleries“ bezeichnet und bekleidete ab diesem Jahr das Amt des Premier architecte du Roi allein.
1610 war er gemeinsam mit dem florentinischen Ingenieur Alessandro Francini mit der Organisation und den Vorbereitungen für den offiziellen Einzug der Königin Maria de’ Medici am 16. Mai des Jahres in Paris betraut, doch dieser fand nie statt, da Marias Mann, Heinrich IV., drei Tage vorher ermordet wurde. 
Zu Métezeaus weiteren Werken gehören die Pläne für das damalige Hôtel d’Angoulême für Diane de France (heute Hôtel de Lamoignon), die Entwürfe der Häuser rund um den Place des Vosges, der Bau des Hôtels d’Alméras im Jahr 1611 und Pläne für die Kirche Saint-Louis in Chanat-la-Mouteyre sowie die Fertigstellung des Château neuf in Saint-Germain-en-Laye.
Louis Métezeau starb am 18. August 1615 und wurde einen Tag später in der Kirche Saint-Paul beerdigt.